# Pimelea congesta
Pimelea congesta är en tibastväxtart som beskrevs av Ferdinand von Mueller. Pimelea congesta ingår i släktet Pimelea och familjen tibastväxter. Inga underarter finns listade i Catalogue of Life.